# Chính sách đối ngoại của Vladimir Putin

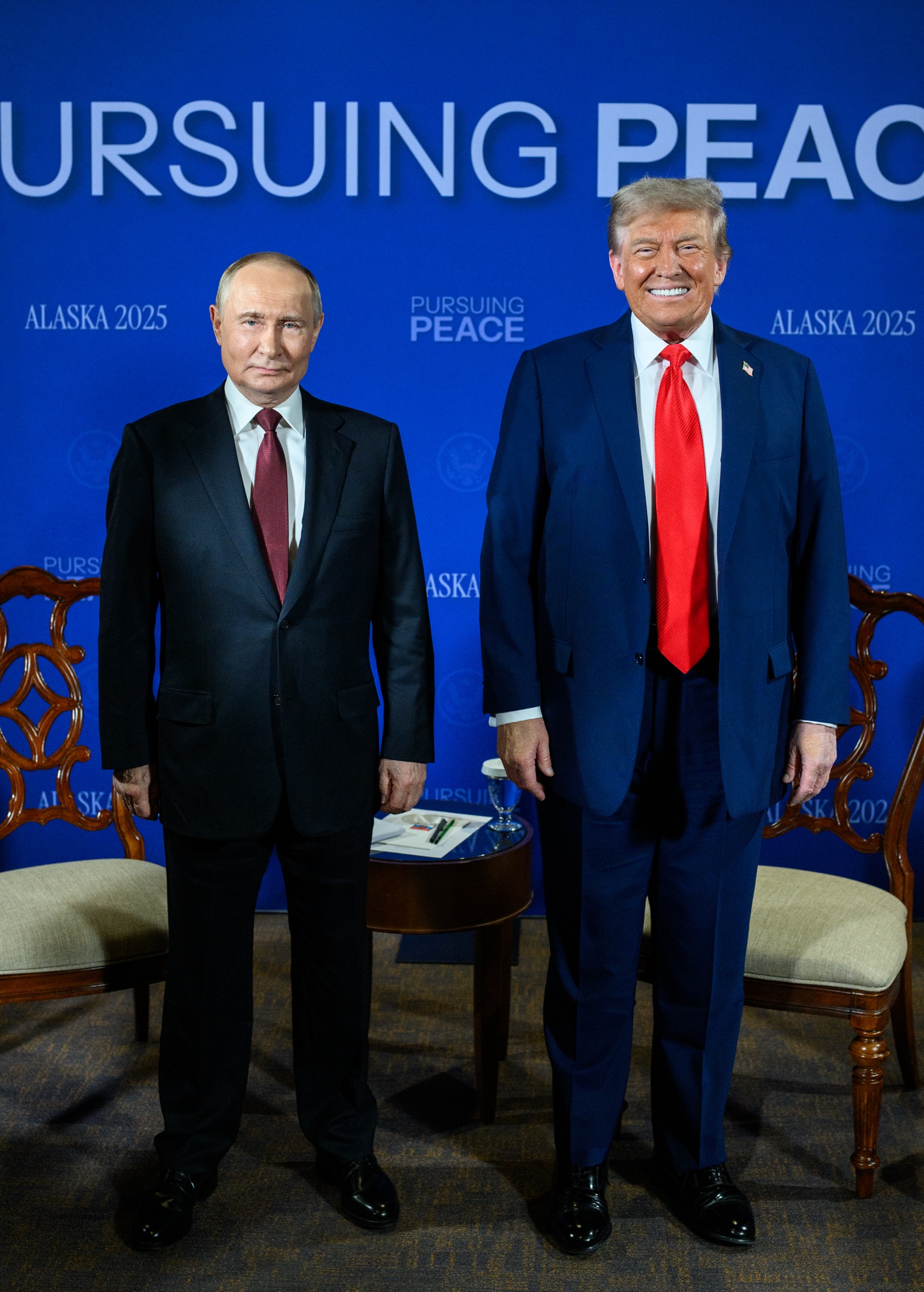
Tổng thống Vladimir Putin và Tổng thống Donald Trump tại Hội nghị thượng đỉnh Nga – Mỹ năm 2025 tại Alaska

Chính sách đối ngoại của Vladimir Putin liên quan đến các chính sách của tổng thống Vladimir Putin của Liên bang Nga đối với các quốc gia khác. Ông Vladimir Putin đã giữ chức vụ Tổng thống trước đó từ năm 2000 đến năm 2008, và tái nắm quyền vào năm 2012 và giữ chức Tổng thống kể từ đó, bao gồm cả nhiệm kỳ từ năm 2024-2028. Chính sách đối ngoại của Nga dưới thời Putin có sự linh hoạt nhưng nhất quán về mục tiêu lợi ích và việc củng cố, gia tăng ảnh hưởng của nước Nga. Chính sách đối ngoại của Tổng thống Vladimir Putin là một sự chuyển đổi lớn so với thời kỳ hậu Xô Viết, mang tính thực dụng và quyết đoán, với mục tiêu cốt lõi là khôi phục vị thế cường quốc của Nga trên trường quốc tế. Putin phản đối một trật tự thế giới đơn cực do Hoa Kỳ chi phối và ủng hộ một thế giới đa cực, nơi các quốc gia lớn có tiếng nói bình đẳng, ông đã công khai bày tỏ quan điểm này từ năm 2007. Ông coi không gian hậu Xô Viết (các nước SNG) là khu vực có tầm ảnh hưởng của Nga và phản đối sự mở rộng của NATO và Liên minh châu Âu (EU) về phía Đông, nhất là các nước lân bang Đông Âu và Liên Xô cũ. Nước Nga dưới thời Vladimir Putin cũng không ngừng tăng cường quan hệ với các quốc gia châu Á, châu Phi theo chính sách hướng đông và hướng nam để phá thế đơn cực, tìm kiếm thế giới đa cực.

## Với phương Tây

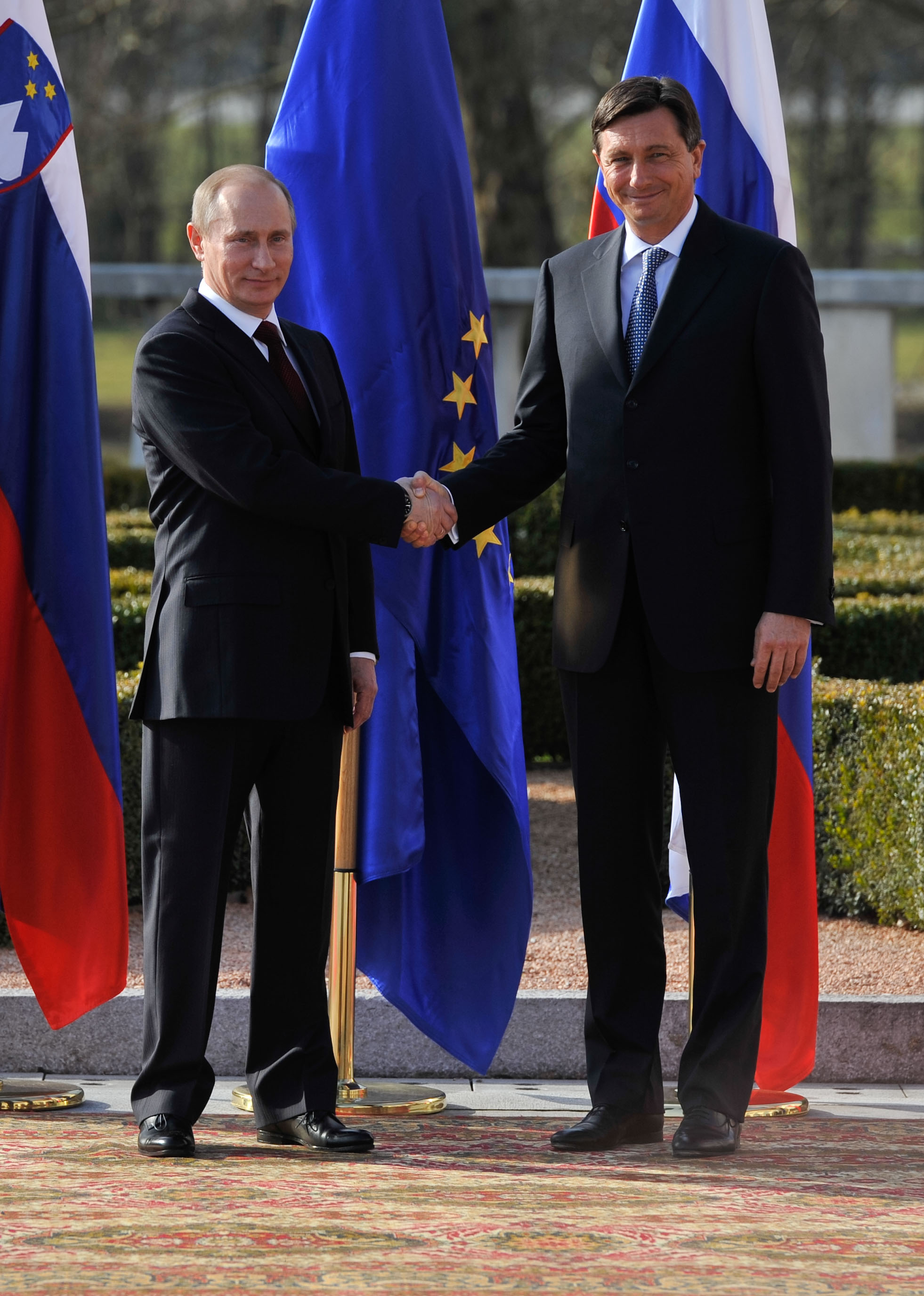
Tổng thống Vladimir Putin ở Slovenia năm 2011

Trong khi tổng thống Putin bị một số nhân vật đồng nhiệm phương Tây chỉ trích là chuyên quyền, các mối quan hệ của ông với Cựu Tổng thống Hoa Kỳ George W. Bush, cựu Thủ tướng Đức Gerhard Schröder, Cựu Tổng thống Pháp Jacques Chirac, và cựu Thủ tướng Italy Silvio Berlusconi rõ ràng là thân thiện. Mối quan hệ của Putin với cựu Thủ tướng của Đức, bà Angela Merkel, được cho là "lạnh nhạt" và theo "kiểu thương mại" hơn so với quan hệ với Gerhard Schröder. Putin đã làm nhiều người theo chủ nghĩa quốc gia Nga và cả bộ trưởng quốc phòng của ông bất ngờ, khi ngay sau Các vụ tấn công ngày 11 tháng 9 năm 2001 tại Hoa Kỳ, đồng ý thành lập các căn cứ quân sự liên minh tại Trung Á trước và trong khi diễn ra cuộc tấn công quân sự do Mỹ tiến hành vào Afghanistan. Những người theo chủ nghĩa quốc gia Nga phản đối bất kỳ sự hiện diện quân sự Hoa Kỳ nào tại lãnh thổ thuộc Liên Xô cũ, và đã hy vọng rằng Putin sẽ giữ người Mỹ bên ngoài các nước cộng hòa Trung Á, hay ít nhất buộc Washington phải đảm bảo rút quân ngay lập tức khi hoàn thành sứ mệnh. Mặt khác, Putin ủng hộ cuộc chiến tranh chống khủng bố của chính phủ Hoa Kỳ, và đã bày tỏ sự chia buồn sâu sắc tới các nạn nhân của vụ khủng bố kinh hoàng tại Mỹ.
Trong cuộc Khủng hoảng Iraq năm 2003, Putin phản đối hành động xâm lược Iraq của Washington khi chưa có một nghị quyết của Hội đồng Bảo an Liên Hợp Quốc cho phép rõ ràng một sự sử dụng quân sự như vậy. Sau cuộc chiến này được chính thức tuyên bố kết thúc, Tổng thống Hoa Kỳ George W. Bush đã yêu cầu Liên hiệp quốc dỡ bỏ lệnh cấm vận Iraq. Putin ủng hộ thực hiện việc này theo đúng trình tự, cho rằng phái bộ Liên hiệp quốc đầu tiên phải có cơ hội hoàn thành công việc tìm kiếm vũ khí hủy diệt hàng loạt tại Iraq. Trong thời gian nhiệm kỳ của mình, Putin đã tìm cách tăng cường quan hệ với các nước thành viên khác thuộc Cộng đồng các quốc gia độc lập. Vùng "đệm" với ảnh hưởng truyền thống của Nga một lần nữa lại trở thành chính sách đối ngoại ưu tiên thời Putin, khi EU và NATO đã mở rộng ảnh hưởng ra đa phần các quốc gia vùng Trung Âu và gần đây là cả các nước Baltic. Trong khi khôn khéo chấp nhận sự mở rộng của NATO tới các nước Baltic, Putin tìm cách tăng cường ảnh hưởng của Nga tại Belarus và Ukraina.
Năm 2008, Putin đem quân can thiệp vào cuộc nội chiến tại Gruzia, ủng hộ hai tỉnh Nam Ossetia và Abkhazia ly khai khỏi quốc gia này. Hành động can thiệp quân sự này của Nga bị cộng đồng quốc tế, nhất là các nước Phương Tây phản đối quyết liệt. Vào ngày 26 tháng 8 năm 2008, trong khoảng thời gian đình chiến, Nga đã chính thức công nhận nền độc lập của Nam Ossetia và Abkhazia. Gruzia bác bỏ hoàn toàn động thái này để bảo toàn sự toàn vẹn lãnh thổ của họ; một số quốc gia phương Tây như Hoa Kỳ và Đức cũng phản đối quyết định này và cho rằng nó vi phạm luật pháp quốc tế. Toàn bộ bảy nước thuộc khối G7 cũng lên án Nga đang xâm phạm quyền toàn vẹn lãnh thổ của Gruzia khi công nhận nền độc lập tại hai tỉnh ly khai Nam Ossetia và Abkhazia của Gruzia. Có tới 189 trên tổng số 193 quốc gia thành viên của Liên Hợp Quốc (ngoại trừ Nga, Venezuela, Nicaragua và Nauru) cũng không công nhận nền độc lập của Nam Ossetia mà vẫn tiếp tục xem lãnh thổ này là một bộ phận lãnh thổ không thể tách rời của Gruzia.
Tính đến cuối năm 2013, mối Quan hệ Nga – Hoa Kỳ đã ở mức thấp. Hoa Kỳ đã hủy bỏ một hội nghị thượng đỉnh lần đầu tiên kể từ năm 1960, sau khi Putin cho Edward Snowden tị nạn. Washington coi Nga là kẻ cản trở liên quan đến Syria, Iran, Cuba và Venezuela. Đổi lại, những quốc gia đó tìm đến Nga để được hỗ trợ chống lại Hoa Kỳ. Một số quốc gia Tây Âu mua khí đốt của Nga, nhưng lo ngại về sự can thiệp vào công việc của Đông Âu. Sự mở rộng của NATO và EU sang Đông Âu mâu thuẫn nhiều với lợi ích của Nga, điều này đã thúc đẩy họ trở nên hung hăng hơn nhằm cố gắng gây ảnh hưởng và "Nga hóa" như Chiến tranh Nga-Ukraina, Chiến tranh Gruzia - Nga, và Quan hệ Kazakhstan – Nga. Trong cuộc Bầu cử tổng thống Ukraine, 2004, Putin đã tới thăm Ukraine hai lần trước đó để bày tỏ sự ủng hộ Thủ tướng Ukraina Viktor Yanukovych và đã chúc mừng ông trong cái gọi là chiến thắng trước khi các kết quả bầu cử chính thức được ông bố. Sự ủng hộ trực tiếp của Putin với ứng cử viên thân Nga Yanukovych đã bị chỉ trích rộng rãi và bị coi là sự can thiệp trái phép vào các công việc nước Ukraine hậu Xô viết. 
Đến năm 2014, nước Nga can thiệp vào cuộc khủng hoảng tại Ukraine thông qua việc hỗ trợ quân ly khai ở các tỉnh miền Đông, sáp nhập vùng Crimea của Ukraine vào lãnh thổ Liên bang Nga sau cuộc trưng cầu dân ý của người dân địa phương bất chấp sự phản đối của các nước phương Tây. Năm 2015, quân đội Nga được cử sang Syria hỗ trợ quân đội chính phủ nước này trong cuộc Nội chiến Syria. Đây là hành động đánh dấu việc Nga đã quay trở lại trong cuộc đua giành quyền ảnh hưởng tại khu vực Trung Đông. Vào năm 2014, với quyết định của NATO đình chỉ hợp tác thực tế với Nga và quyết định của tất cả các nước lớn phương Tây áp đặt một loạt Các biện pháp trừng phạt quốc tế trong cuộc khủng hoảng Ukraine chống lại Nga, để đáp lại Sự can thiệp quân sự của Nga vào Ukraine, mối quan hệ của Nga với phương Tây được mô tả là có tính chất thù địch, hoặc sự ra đời của Chiến tranh Lạnh lần thứ hai. 
Theo báo Pravda của Nga, Quỹ Dân chủ Mỹ (NED-National Endowment for Democracy) có mặt trên khắp đất nước Nga, thâm nhập vào diễn biến chính trị ở Nga hiện nay, giúp đỡ "Trung tâm tin tức quốc tế" đặt tại Moskva để hơn 80 tổ chức phi chính phủ xuyên quốc gia có thể tận dụng "trung tâm tin tức" này để tổ chức họp báo về các vấn đề. Tổ chức này cũng tài trợ cho nhiều tổ chức thanh niên và các buổi thảo luận dưới nhiều hình thức khác nhau với mục đích "bồi dưỡng thế hệ lãnh đạo mới cho đất nước Nga". Chỉ trong năm 2010, NED tiêu tốn 278.300 USD để tài trợ cho hàng chục chương trình như thế này trên khắp đất nước Nga. Theo học giả người Mỹ Frederick William Engdahl thì "Washington không muốn Moscow xuất hiện kẻ mạnh. Sự trở lại của Putin sẽ trở thành chướng ngại lớn nhất của Mỹ và châu Âu... Đối với Washington, nước Nga có dân chủ thật sự hay không không quan trọng. Quan trọng nhất là phải lật đổ chướng ngại vật lớn nhất ngăn cản kế hoạch của Mỹ-Putin".
Năm 2006, Chính phủ Nga đã quyết định cấm hoạt động tổ chức Giám sát nhân quyền, Ân xá quốc tế, Viện Cộng hòa quốc tế cùng hơn 90 tổ chức phi chính phủ (NGO). Một trong những nguyên nhân chính là sự can thiệp vào nội bộ Nga của các tổ chức NGO này. Tuy gọi là "phi chính phủ" nhưng các tổ chức thuộc dạng này ngày càng liên hệ chặt chẽ với chính phủ nhiều nước, thậm chí hiện diện trong các chiến dịch tranh cử tại Nga chứ không đơn thuần hoạt động nhân đạo. Tờ The Economist đã đưa ra câu hỏi rằng liệu có phải vài NGO là bù nhìn của (một số) chính phủ đối thủ của Nga. Một trong những nguyên nhân chính của hiện tượng bùng nổ NGO trong vài năm gần đây là do sự tài trợ từ các chính phủ phương Tây nhằm can thiệp vào nội bộ nước Nga.
Trả lời phỏng vấn CNN, Putin nói rằng ông chống lại các giá trị văn hóa ngoại lai du nhập từ phương Tây, bởi nó sẽ gây băng hoại văn hóa truyền thống Nga, làm nước Nga suy đồi. Ông nói: :Tôi muốn nhắc lại đôi điều mà tôi đã phát biểu trong Diễn văn đọc tại Quốc hội Liên bang: Vâng, đây là một cách tiếp cận bảo thủ, nhưng tôi muốn nhắc bạn về những phát ngôn của nhà triết học Nga Berdyaev rằng: chủ nghĩa bảo thủ không cản trở sự chuyển động về phía trước và tiến lên trên mà nó giúp ngăn chặn sự chuyển động thụt lùi và đi xuống. Theo tôi, đó là một công thức rất tốt, và nó là công thức mà tôi đề xuất. Chẳng có gì bất thường với chúng tôi ở đây. Nga là đất nước có một nền văn hóa cổ đại rất sâu sắc, và nếu chúng tôi muốn trở nên mạnh mẽ và phát triển một cách tự tin, chúng tôi phải dựa vào nền văn hóa và những truyền thống này, chứ không chỉ tập trung vào tương lai.". Hiến pháp năm 2020 do Putin chủ trì sửa đổi cũng bổ sung điều khoản "bảo vệ sự thật lịch sử", cấm "xem thường những người anh hùng đã bảo vệ Tổ quốc", quy định này nhằm chống việc xét lại lịch sử, phủ nhận vai trò của Liên Xô trong thắng chủ nghĩa phát xít ở Thế chiến II.
Chiến lược luộc ếch (Boiling the frog) được dùng trong chiến tranh xâm lược của Nga ở Ukraina mô tả một chiến lược trong chính sách đối ngoại và quốc phòng của các quốc gia phương Tây, đặc biệt là Hoa Kỳ, liên quan đến việc giao vũ khí và hỗ trợ quân sự cho Ukraina. Lý thuyết đằng sau chiến lược nói rằng các quốc gia phương Tây sẽ hỗ trợ các lực lượng vũ trang Ukraina cho đến khi họ có thể giành chiến thắng mà không gây ra sự leo thang của cuộc xung đột và không phải đưa tới một cuộc đối đầu trực tiếp giữa NATO với Nga. Chiến lược này dựa trên niềm tin rằng sự leo thang lớn sẽ dẫn đến các biện pháp đối phó mạnh về phía Nga, trong khi sự gia tăng dần dần viện trợ quân sự sẽ dẫn đến sức mạnh quân sự của Nga giảm xuống mà không gặp phải một cuộc đối đầu trực tiếp giữa Nga và NATO. Có vẻ như Hoa Kỳ muốn tránh trường hợp chính phủ Nga hiện tại bị sụp đổ. Tổng thống Joe Biden được cho là đã nói với các nhân viên rằng ông sẽ cố gắng ngăn chặn Chiến tranh thế giới thứ ba. Một số vũ khí tầm xa từ Hoa Kỳ vẫn được sửa đổi trước khi chúng được sử dụng ở Ukraina để người Ukraina không thể tận dụng toàn bộ phạm vi của chúng. Theo các chuyên gia, cách tiếp cận này của Hoa Kỳ và cả Đức kéo dài chiến tranh ở Ukraina và có nghĩa là người Ukraina không thể tận dụng những điểm yếu quân sự ở người Nga. Ngoài ra, chiến lược này đòi hỏi sự tổn thất cao về nhân mạng từ người Ukraine. Theo các nhà chỉ trích, sự tổn thất cao đó là không cần thiết.

## Với châu Á
Ngoài các nước láng giềng của Nga trong quan hệ đối ngoại là Ấn Độ, từng là đồng minh thân cận của Nga và Liên Xô, hiện đang hướng về phía Hoa Kỳ với các mối quan hệ thương mại và hạt nhân mạnh mẽ hơn. Nhật Bản và Nga vẫn còn bất đồng về quyền sở hữu Quần đảo Kuril; tranh chấp này đã cản trở nhiều sự hợp tác trong nhiều thập kỷ, bắt nguồn từ việc Liên Xô sáp nhập vào cuối Chiến tranh thế giới thứ hai 
Trung Quốc gần đây đã chuyển sang trở thành một đồng minh thân cận của Nga mặc dù nước này đã bất hòa với Liên Xô cũ. Putin tuyên bố đứng về phía Trung Quốc và ủng hộ lập trường của chính phủ Trung Quốc trong vấn đề tranh chấp chủ quyền tại Biển Đông với các quốc gia khác trong khu vực (bao gồm cả Việt Nam) , theo một chuyên gia, tuyên bố của Tổng thống Putin không có nghĩa một sự thay đổi trong quan điểm của Nga về vấn đề tranh cãi lãnh thổ trên Biển Đông, về tranh chấp lãnh thổ trên Biển Đông, Nga luôn nhất quán với quan điểm không quốc tế hóa tranh chấp, cũng như sẽ không tham gia vào các tranh chấp quốc tế như vậy. Về vấn đề Triều Tiên, Tổng thống Putin khẳng định Nga không công nhận quy chế cường quốc hạt nhân của nước này. Tuy nhiên, theo ông, chính phương Tây đã kích động Bình Nhưỡng phá bỏ các thỏa thuận về vũ khí. Và sau khi nhìn thấy những bài học quá khứ với Lybya và Iraq, Triều Tiên không còn lối thoát nào khác là phải tự vệ. Putin cũng tái khẳng định lập trường của Nga ủng hộ một Iraq thống nhất. Tuy nhiên, ông cho biết Chính phủ Nga sẽ tiếp tục ủng hộ các hoạt động của Rosneft - công ty dầu mỏ lớn nhất của nước này đang hoạt động ở khu tự trị người Kurd (Cuốc) ở Iraq vì lợi ích của chính nước này, khu tự trị cũng như kinh tế Nga.

## Thế giới Nga
Ngày 05 tháng 09 năm 2022, tổng thống Nga Vladimir Putin đã thông qua học thuyết đối ngoại mới dựa trên khái niệm Thế giới Nga. Theo đó, Matxcơva tăng cường quan hệ hợp tác với các quốc gia văn hóa Slave, Trung Quốc và Ấn Độ và xa hơn nữa là thắt chặt quan hệ với Trung Đông, châu Mỹ Latinh và châu Phi. Học thuyết đối ngoại mới, còn được gọi là Chính sách nhân đạo cho rằng nước Nga phải bảo vệ, gìn giữ và thúc đẩy các giá trị truyền thống và hệ tư tưởng của thế giới Nga. Dù được trình bày như là một chiến lược của quyền lực mềm, nhưng học thuyết mới này đề cập đến nhiều ý tưởng liên quan đến chính trị và tôn giáo Nga. Một số nhân vật chủ trương đường lối cứng rắn đã sử dụng những ý tưởng này để biện minh cho hành động Nga xâm chiếm một số vùng lãnh thổ của Ukraina và sự hậu thuẫn của Nga đối với hai vùng ly khai thân Nga ở phía đông Ukraina. 
"Thế giới Nga" là khái niệm chỉ sự thống nhất của những người nói tiếng Nga hoặc gắn liền với văn hóa Nga. Khái niệm này cho thấy quan điểm ủng hộ Moskva can thiệp ở nước ngoài để hỗ trợ những người nói tiếng Nga, cho rằng Nga phải bảo vệ và thúc đẩy các truyền thống và lý tưởng của Thế giới Nga. Nga cung cấp sự giúp đỡ đối với các đồng bào sống ở nước ngoài trong việc thực hiện các quyền của họ, bảo đảm lợi ích của họ cũng như bảo tồn bản sắc văn hoá Nga. Theo chính sách đối ngoại mới, mối quan hệ giữa Nga với các kiều bào cho phép nước này "củng cố hình ảnh đất nước trên trường quốc tế như một quốc gia dân chủ đang nỗ lực xây dựng một thế giới đa cực". Nga tiếp tục coi không gian của Liên Xô trước đây, từ Baltic đến Trung Á, là phạm vi ảnh hưởng hợp pháp của Nga. Tổng thống Putin cũng thông qua học thuyết hải quân mới, nêu bật tham vọng của Nga trong việc phát triển một tuyến đường biển "an toàn và cạnh tranh" từ châu Âu đến châu Á, được gọi là Con đường Đông Bắc. Tài liệu coi Mỹ, NATO là "mối đe dọa chính" của Moskva.
Học thuyết mới có nội dung Liên bang Nga ủng hộ những đồng bào định cư ở nước ngoài trong việc công nhận quyền của họ, bảo vệ các lợi ích của họ và để duy trì bản sắc văn hóa Nga của họ. Chính sách đối ngoại cũng nêu rằng các mối liên hệ giữa nước Nga và đồng bào của mình định cư ở nước ngoài sẽ cho phép Matxcơva củng cố hình ảnh quốc gia dân chủ nỗ lực tạo lập một thế giới đa cực trên trường quốc tế. Học thuyết mới về đối ngoại khẳng định Nga phải tăng cường các mối quan hệ hợp tác với các nước văn hóa Slave, Trung Quốc và Ấn Độ, cũng như là phải thắt chặt các mối liên hệ với Trung Đông, châu Mỹ Latinh và châu Phi. Và nhất là Matxcơva cũng phải phát triển các mối quan hệ với các vùng ly khai Abkhasia và Nam Ossetia tách ra từ Gruzia, các nước cộng hòa ly khai tự phong Louhansk và Donetsk ở phía Đông Ukraina.